# ウェイトレス 〜おいしい人生のつくりかた
『ウェイトレス 〜おいしい人生のつくりかた』（Waitress）は、2007年公開のアメリカ映画。
エイドリアン・シェリー監督の遺作。サンダンス映画祭出品作品。

## ストーリー
アメリカ南部の田舎町でウェイトレスをしているジェナ。彼女はパイ作りの天才で、自分の気持ちを込めたオリジナル・パイが評判だった。しかし、私生活では夫アールの嫉妬深さにより自由のない日々を味わっていた。ジェナは同僚に相談し、家出を決意。順調に家出計画を進行していたが、ジェナの妊娠が発覚する。絶望と困惑したジェナの前に産婦人科医のポマターが現れ・・・

## キャスト
※括弧内は日本語吹替
- ジェナ・ハンターソン - ケリー・ラッセル（小林さやか）
- ジム・ポマター医師 - ネイサン・フィリオン（宮本充）
- アール・ハンターソン - ジェレミー・シスト（西凜太朗）
- ベッキー - シェリル・ハインズ（安達忍）
- ドーン - エイドリアン・シェリー（水谷優子）
- ジョー - アンディ・グリフィス
- オギー - エディ・ジェイミソン
- カル - リュー・テンプル

## 舞台
2016年トニー賞賞ミュージカル作品賞候補となったミュージカル化作品「ウェイトレス」Waitress が、2015年にアメリカのマサチューセッツ州ケンブリッジのザ・アメリカン・レパートリー・シアターで上演。ブロードウェイはブルックス・アトキンソン・シアターで2016年3月25日試演、4月24日初日。ダイアン・パウルスが演出、サラ・バレリスが音楽・作詞(トニー賞候補)を担当。出演はジェシー・ミューラー(トニー賞候補)、クリストファー・フィッツジェラルド(オジー役でトニー賞助演賞候補)。。